# Robert Vonnoh
Pour les articles homonymes, voir Vonnoh.
Robert Vonnoh, né le 17 septembre 1858 à Hartford dans l'état du Connecticut et décédé le 28 décembre 1933 à Nice dans le département des Alpes-Maritimes, est un peintre impressionniste américain, spécialisé dans la peinture de paysage et de portrait. Il a principalement travaillé sur la côte est des États-Unis et en France, au sein de la colonie d'artistes de Grez-sur-Loing.

## Biographie
Robert Vonnoh naît à Hartford dans l'état du Connecticut en 1858. À l'âge de cinq ans, son père meurt durant la guerre de Sécession. En 1872, il commence à travailler dans une compagnie de lithographie et suit des cours du soir auprès du peintre Charles Callahan Perkins et du professeur Walter Smith (en).
Il étudie à la Massachusetts Normal Art School à Boston, ce qui lui offre l'occasion de participer à l'exposition internationale du centenaire à Philadelphie. Il s'inscrit en 1881 aux cours de l'académie Julian en France sous la direction des peintres français Jules Lefebvre et Gustave Boulanger durant deux années.
De retour aux États-Unis, il enseigne à la Cowles Art School de 1884 à 1885 et à la School of the Museum of Fine Arts at Tufts (en) de 1883 à 1887. Durant cette période, il se marie une première fois en 1886. L'année suivante, il s'installe en France et séjourne au sein de la colonie d'artistes de Grez-sur-Loing. Il retourne aux États-Unis en 1891 et enseigne alors à la Pennsylvania Academy of the Fine Arts à Philadelphie jusqu'en 1896. Une sélection de ses toiles est visible lors de l'exposition universelle de 1893 à Chicago.
En 1899, il se marie une seconde fois avec la sculptrice Bessie Potter Vonnoh. Il passe alors ces étés au sein de la colonie d'artistes d'Old Lyme et réside à New York. Il est présent à l'exposition universelle de 1900 à Paris et à l'exposition Pan-américaine de Buffalo l'année suivante. Il devient membre de l'Académie américaine des beaux-arts en 1906. En 1907, il retourne à Grez-sur-Loing et y reste pendant quatre ans. En 1910, il participe à des salons à Munich et Berlin. De retour à New York en 1911, il travaille comme peintre portraitiste, participe à l'exposition universelle de 1915 et enseigne une seconde fois de 1918 à 1920 à la Pennsylvania Academy of the Fine Arts.
En 1922, il s'installe définitivement en France. Il meurt à Nice dans le département des Alpes-Maritimes en 1933 et est enterré au cimetière Duck River (en) d'Old Lyme dans le Connecticut.
Comme la plupart des peintres impressionnistes, Vonnoh peint des paysages en plein air, en s'inspirant directement de ce que la nature lui offre. Au cours de sa carrière, il peint principalement des paysages de la côte est des États-Unis ainsi que toiles représentant les paysages des régions de la France ou il a séjourné. Il réalise également de nombreux portraits.
Ces œuvres sont notamment visibles ou conservées à la Pennsylvania Academy of the Fine Arts de Philadelphie, au Metropolitan Museum of Art et à l'académie américaine des beaux-arts de New York, à la Butler Institute of American Art de Youngstown, au Art Institute of Chicago, au North Carolina Museum of Art de Raleigh, au musée des Beaux-Arts de Boston, à la Woodrow Wilson House (en) de Washington DC, au Minneapolis Institute of Art, au musée d'Art d'Indianapolis, au Florence Griswold Museum d'Old Lyme et au Flint Institute of Arts (en) de Flint.

## Œuvres

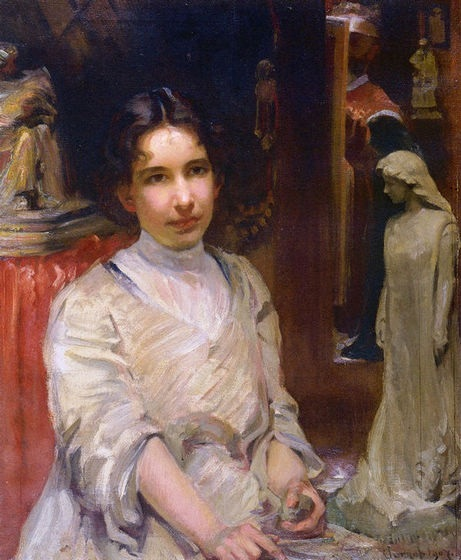
Bessie Potter Vonnoh, vers 1895
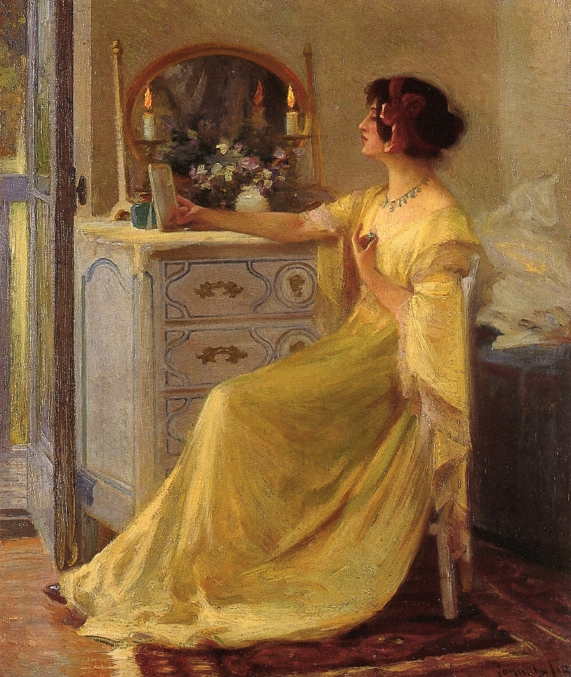
Bessie Potter Vonnoh at Her Dressing Table, 1912
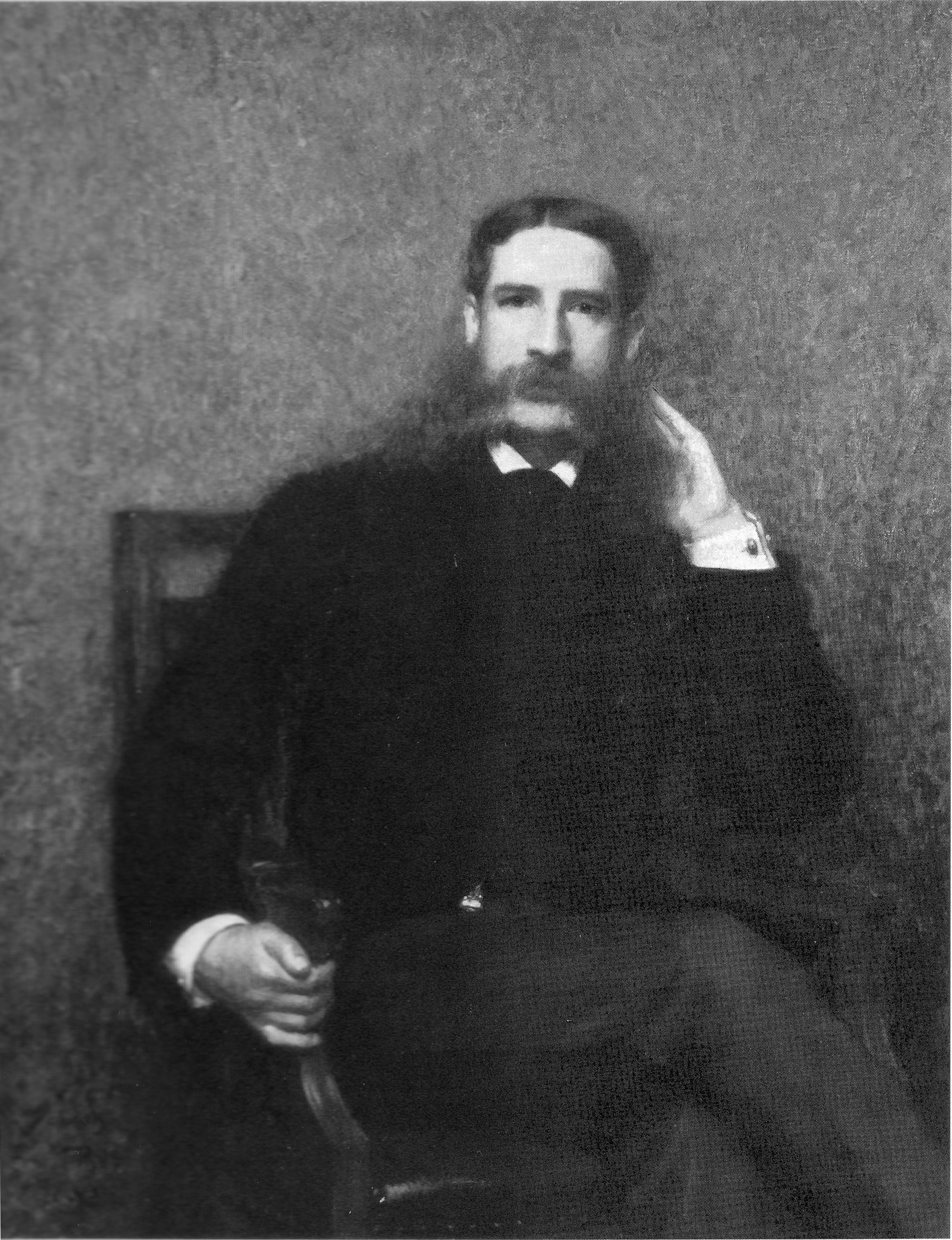
Portrait d'Edward Hornor Coates (en), 1893, Pennsylvania Academy of the Fine Arts
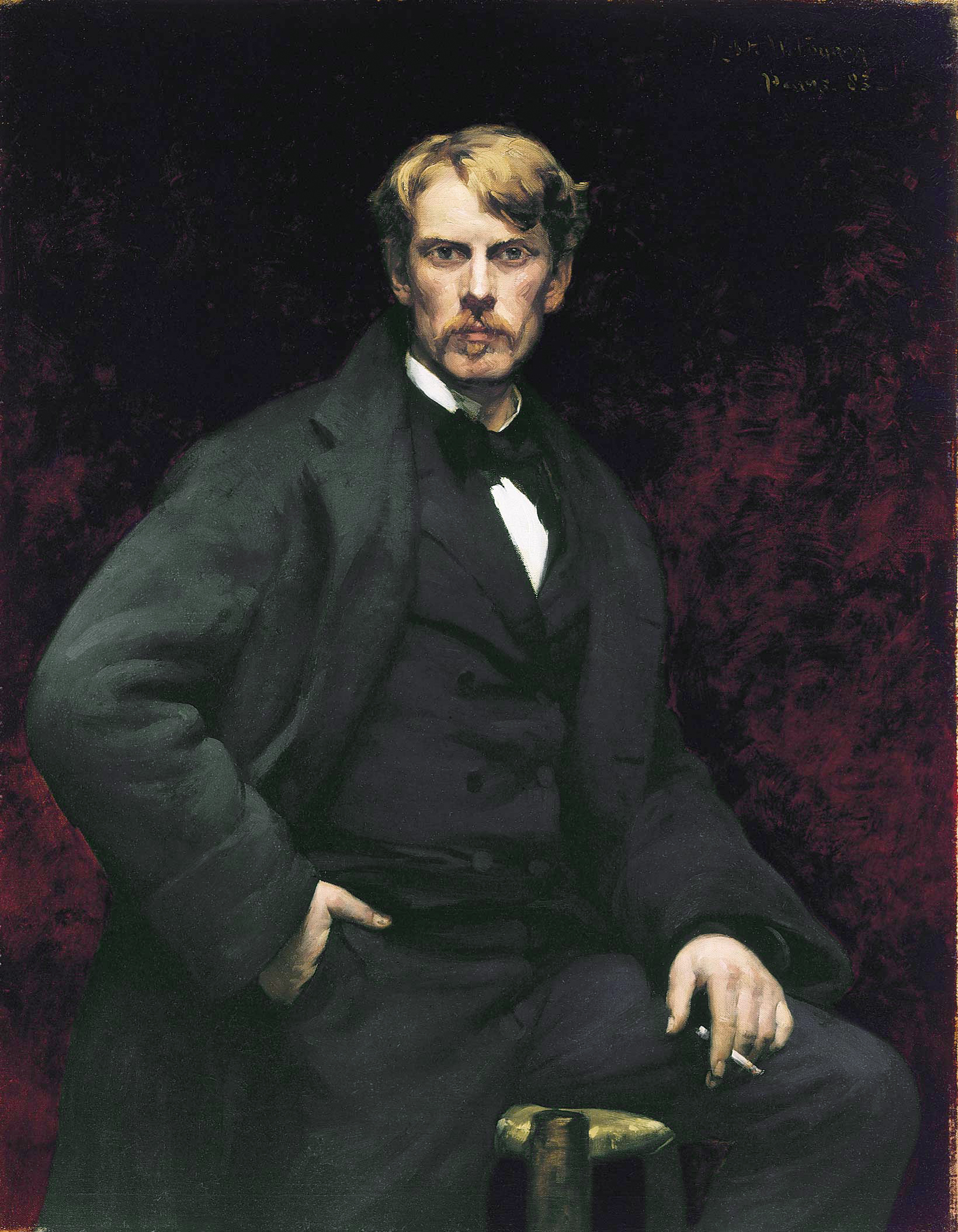
Portrait de John S. Conway (en), 1883, Florence Griswold Museum
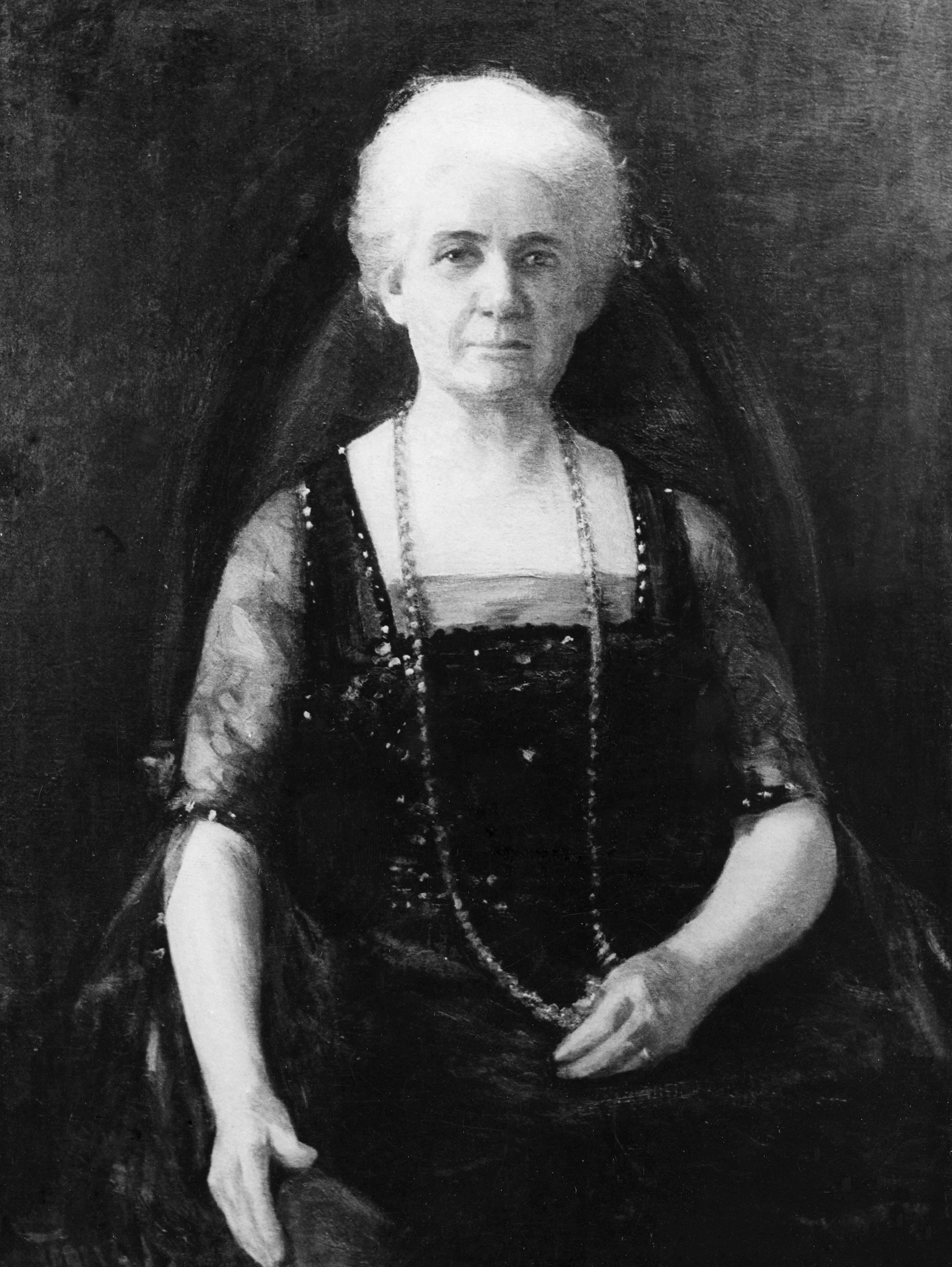
Portrait de Jennie Scott Scheuber (en), 1928
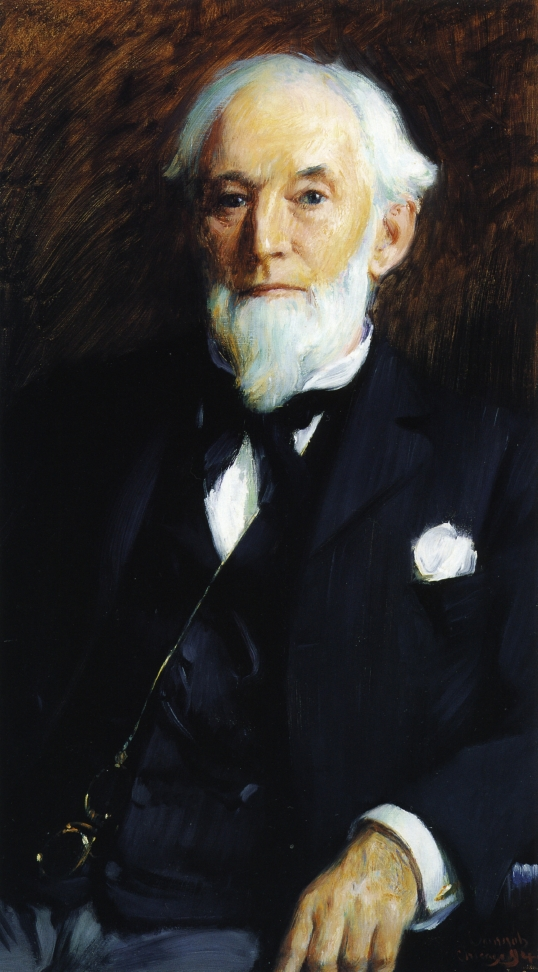
Portrait de Jerome A. Eddy, Sr., 1894
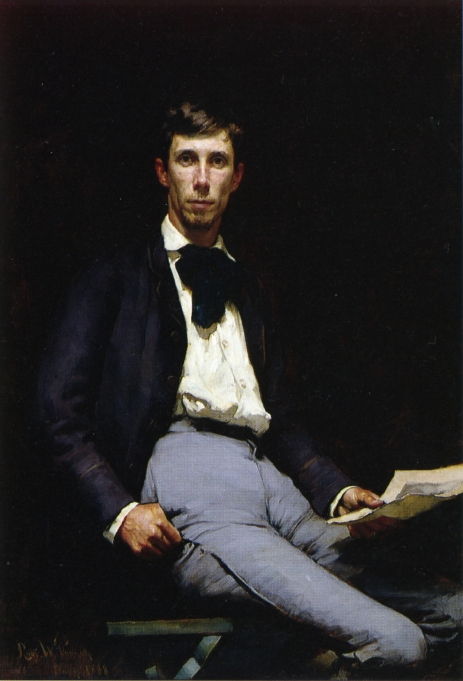
Companion of the Studio, 1888, Pennsylvania Academy of the Fine Arts
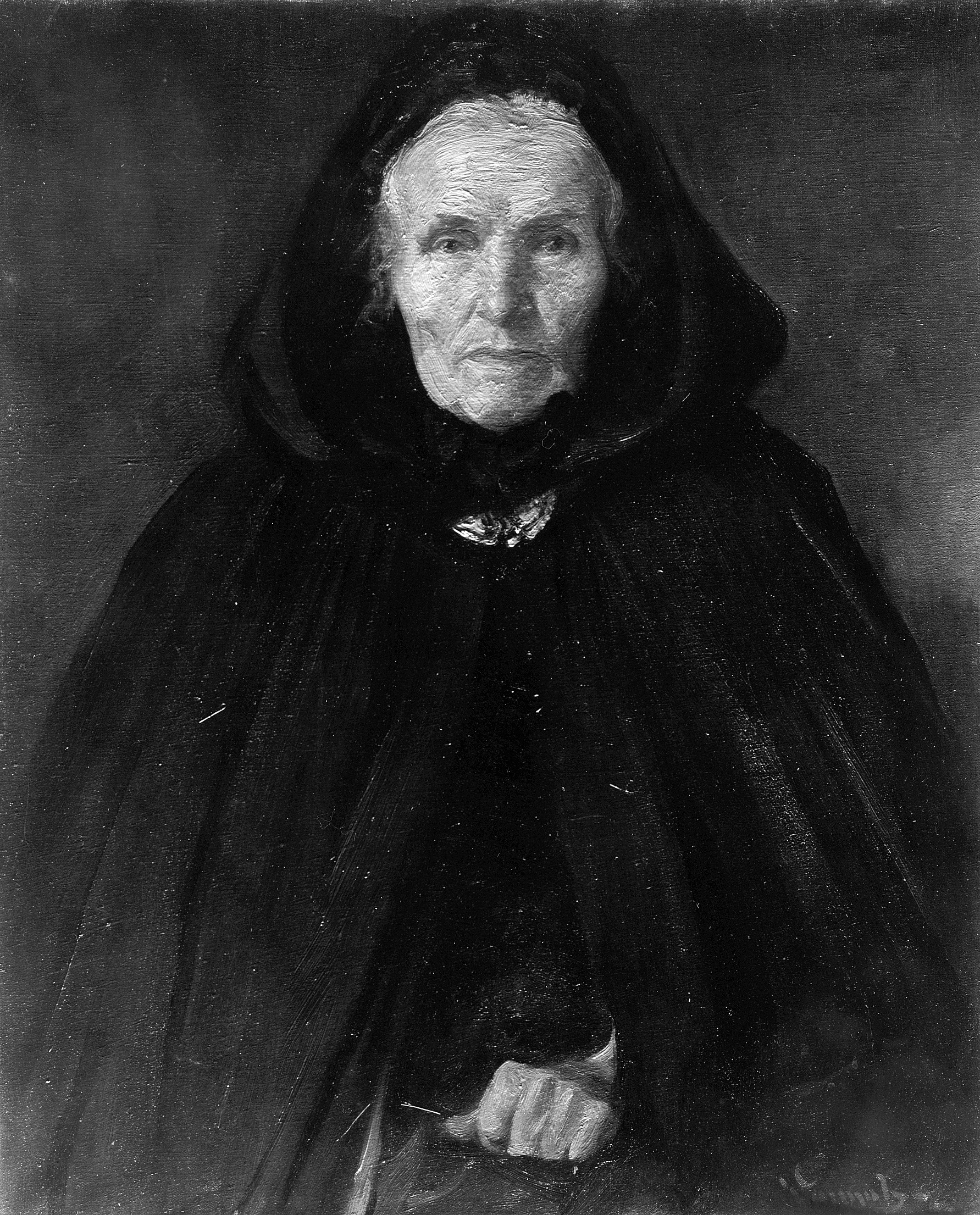
La Mere Adele (Cordon Bleu), 1911, Metropolitan Museum of Art
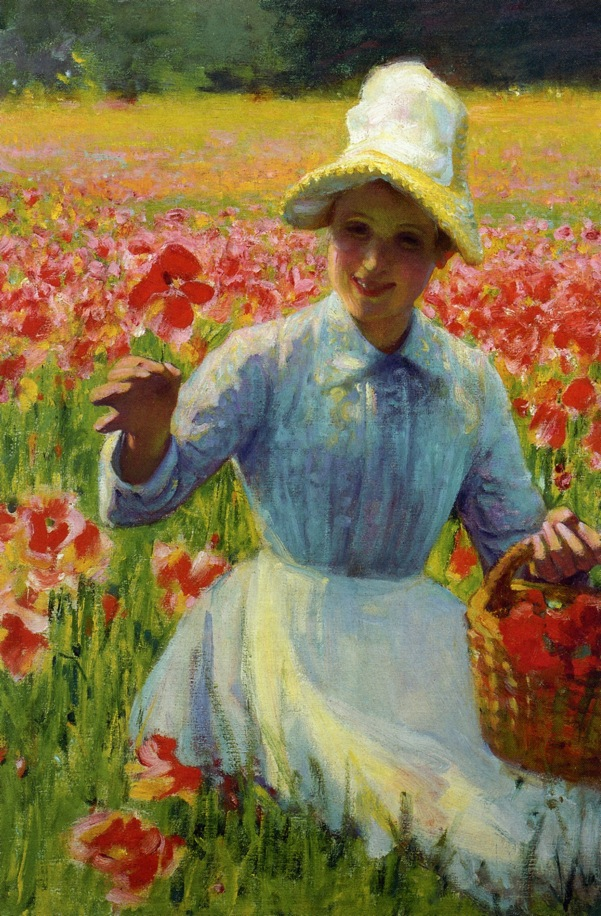
Girl with Poppies, 1888
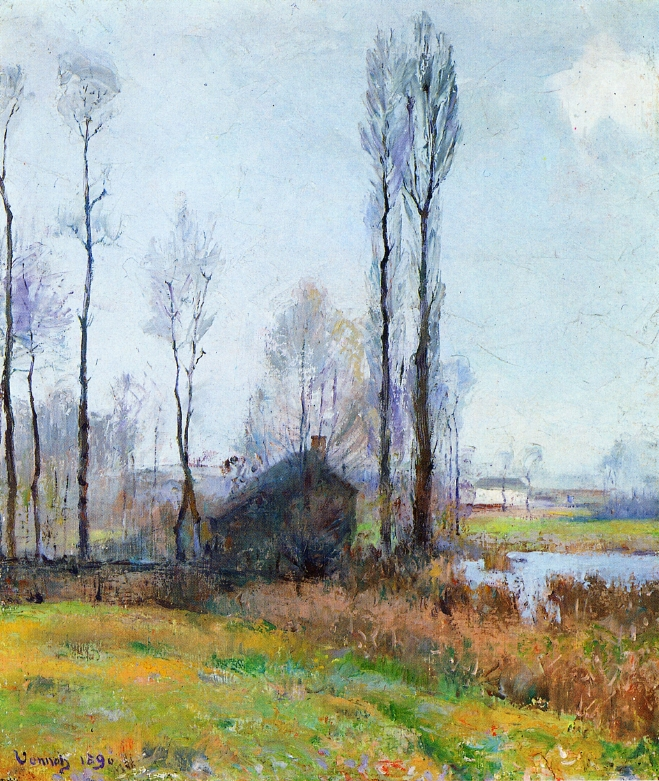
Moist Weather (France), 1890
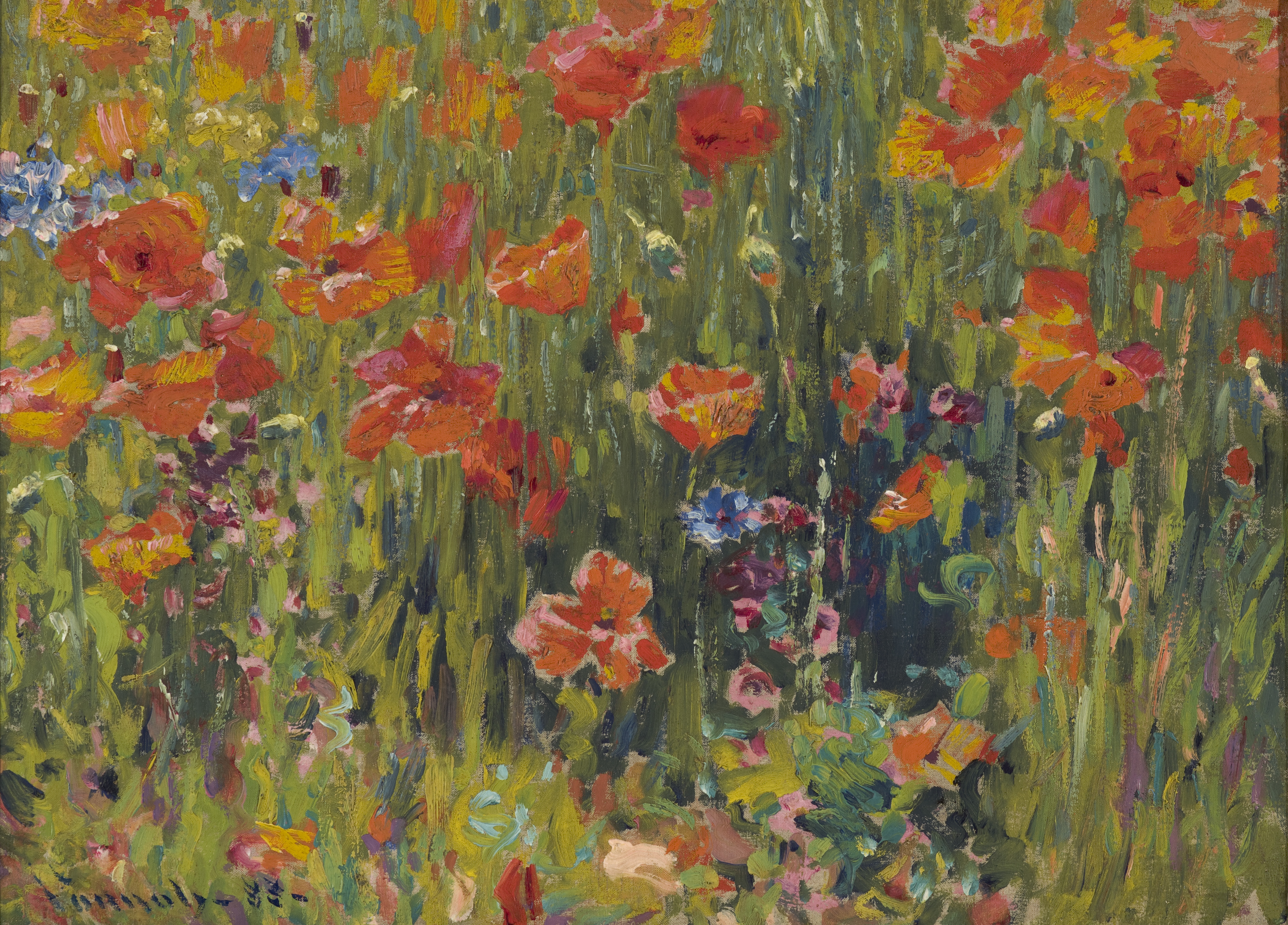
Poppies, 1888, musée d'Art d'Indianapolis
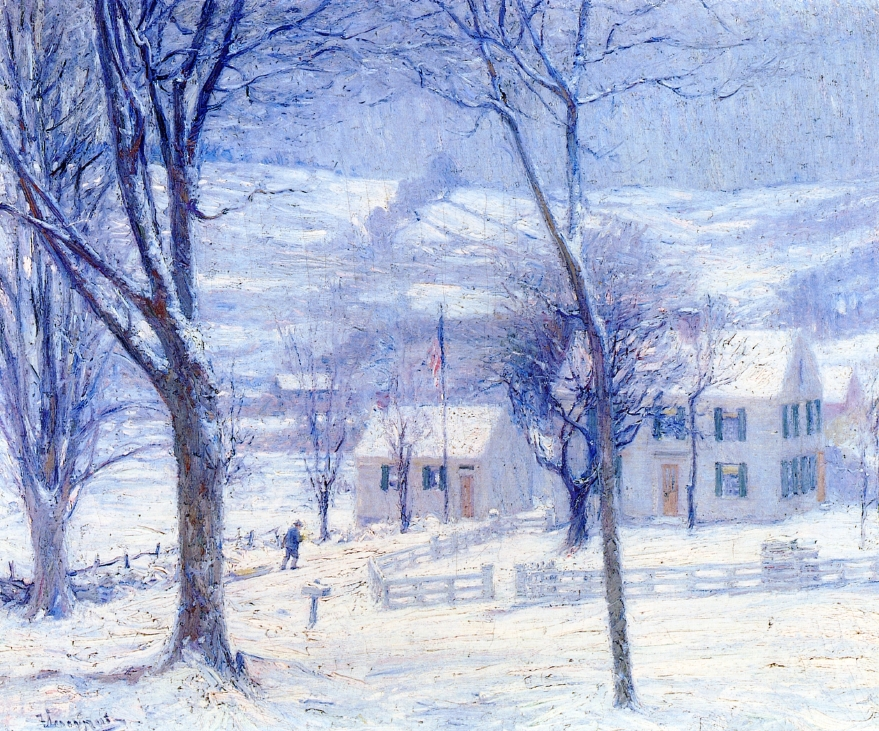
Late for School, sans date
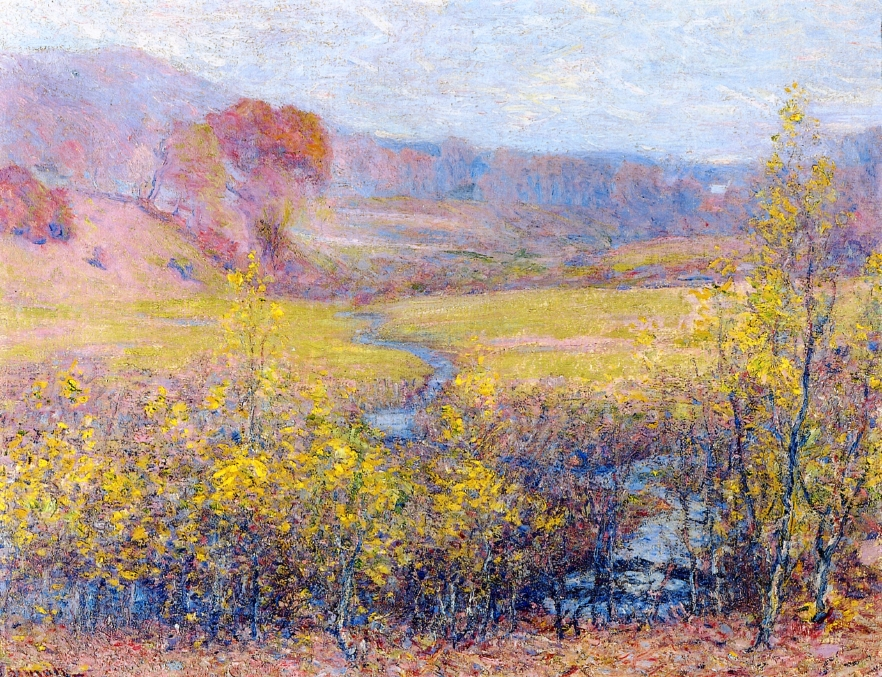
Late Autumn, sans date
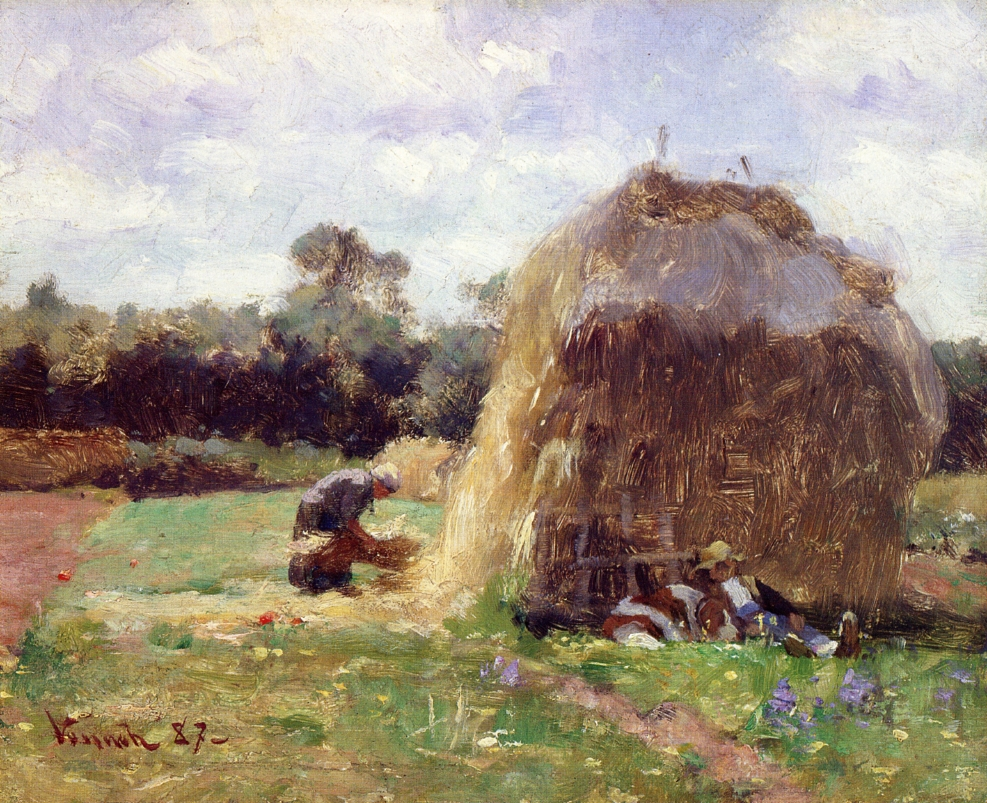
La Sieste, 1887
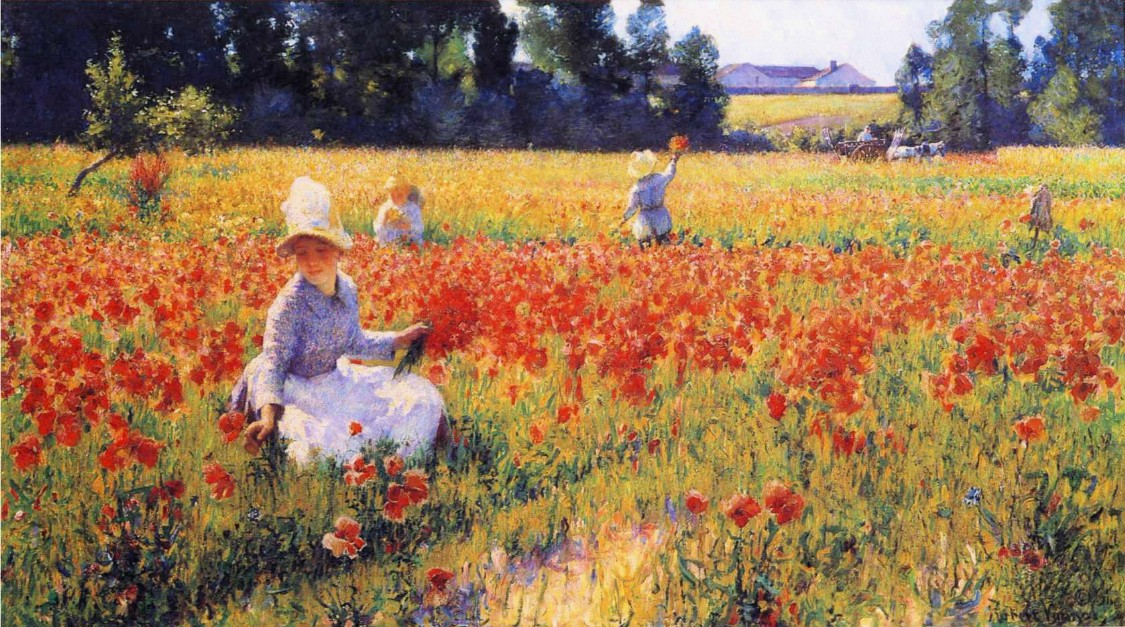
In Flanders Field-Where Soldiers Sleep and Poppies Grow, Poppies, 1890, Butler Institute of American Art
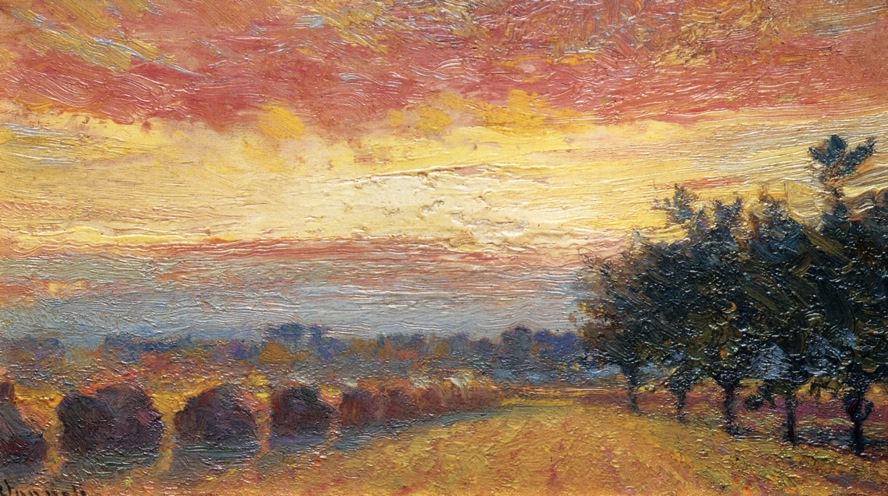
Haystacks under a Rainy Sky, sans date
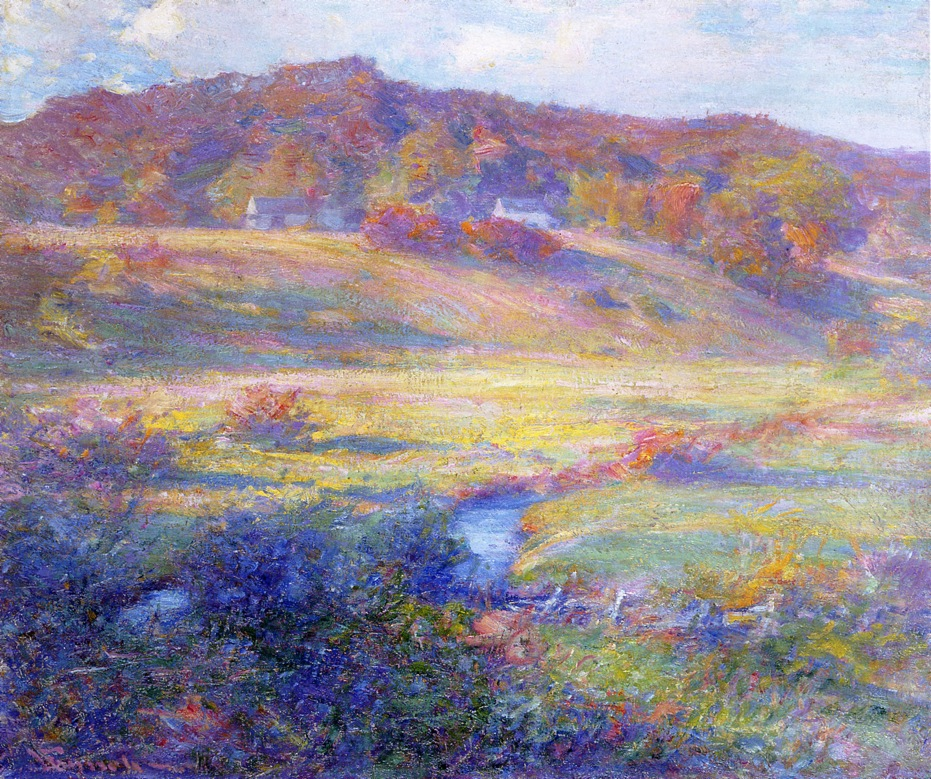
Turquoise, Rose and Gold, sans date
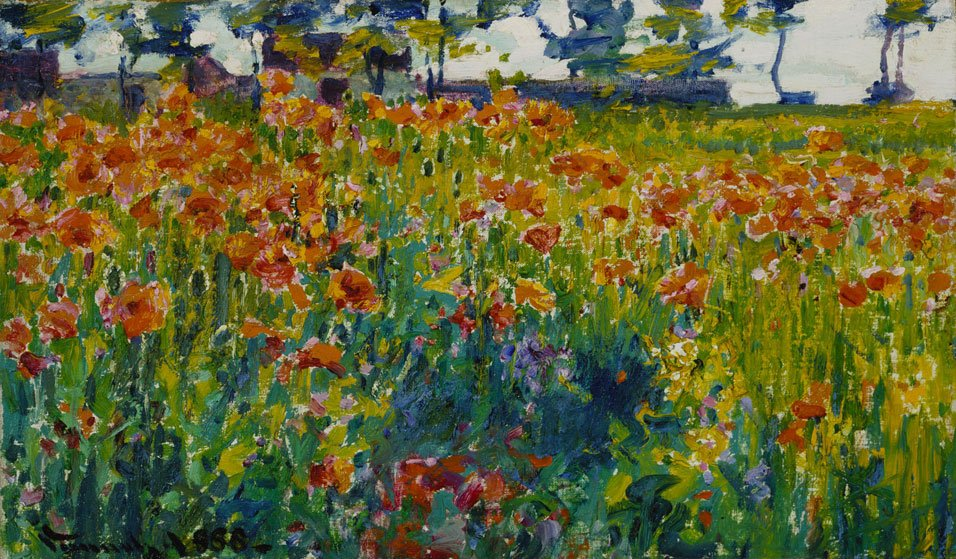
Poppies in France, 1888
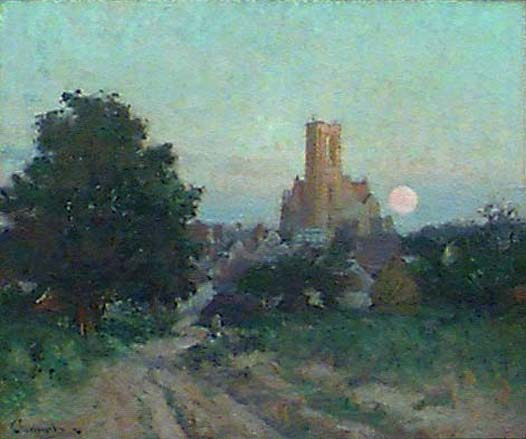
St. Mathurin's, France, 1928,
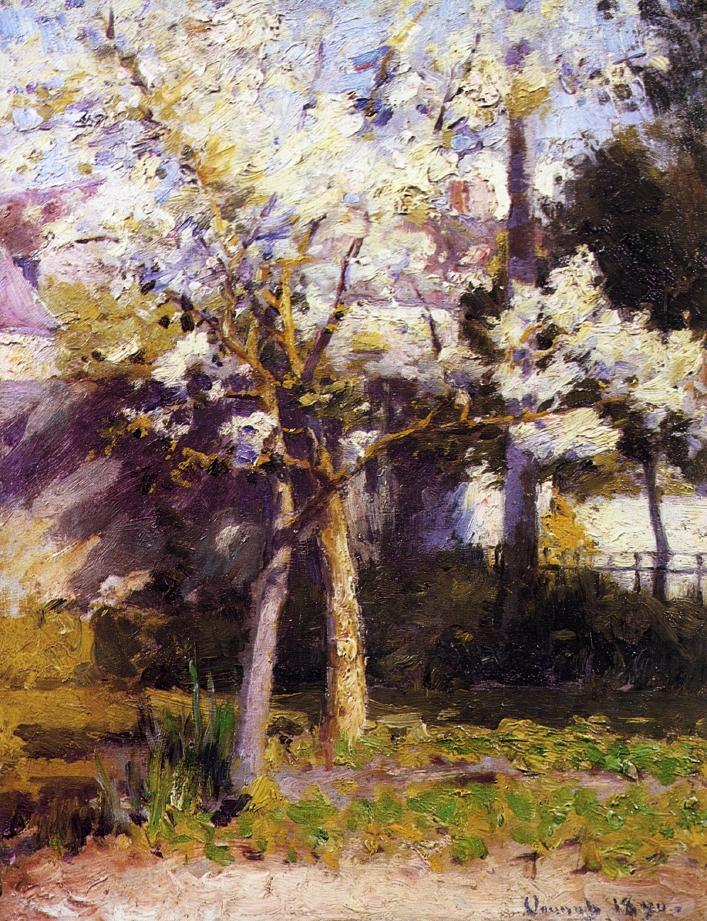
Trees at Gertz, 1890
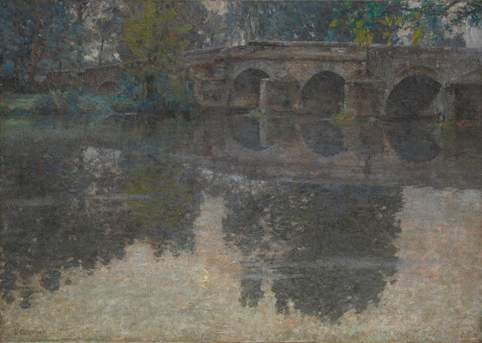
The Bridge at Grez, entre 1907 et 1911, Metropolitan Museum of Art
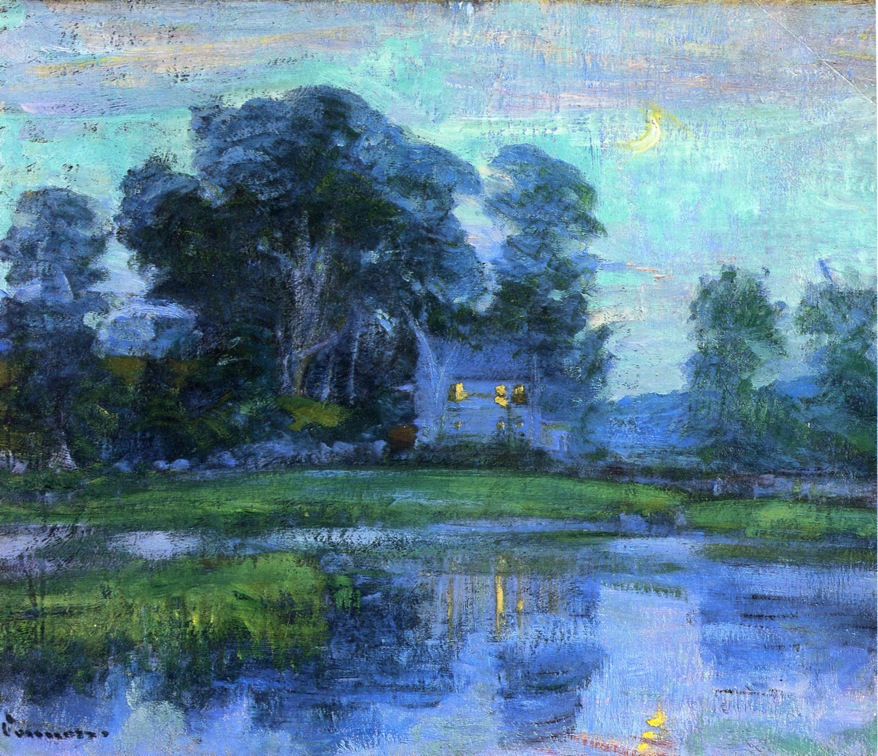
At Eventime, sans date
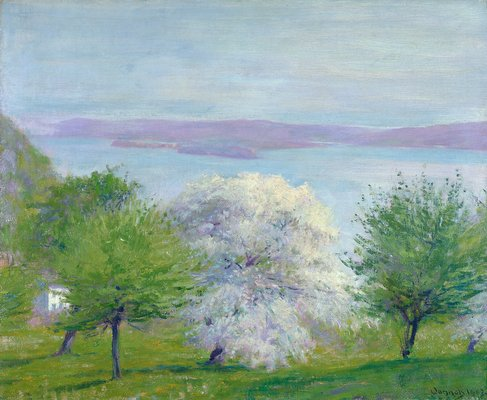
Apple Bloom, 1903, musée d'Art d'Indianapolis
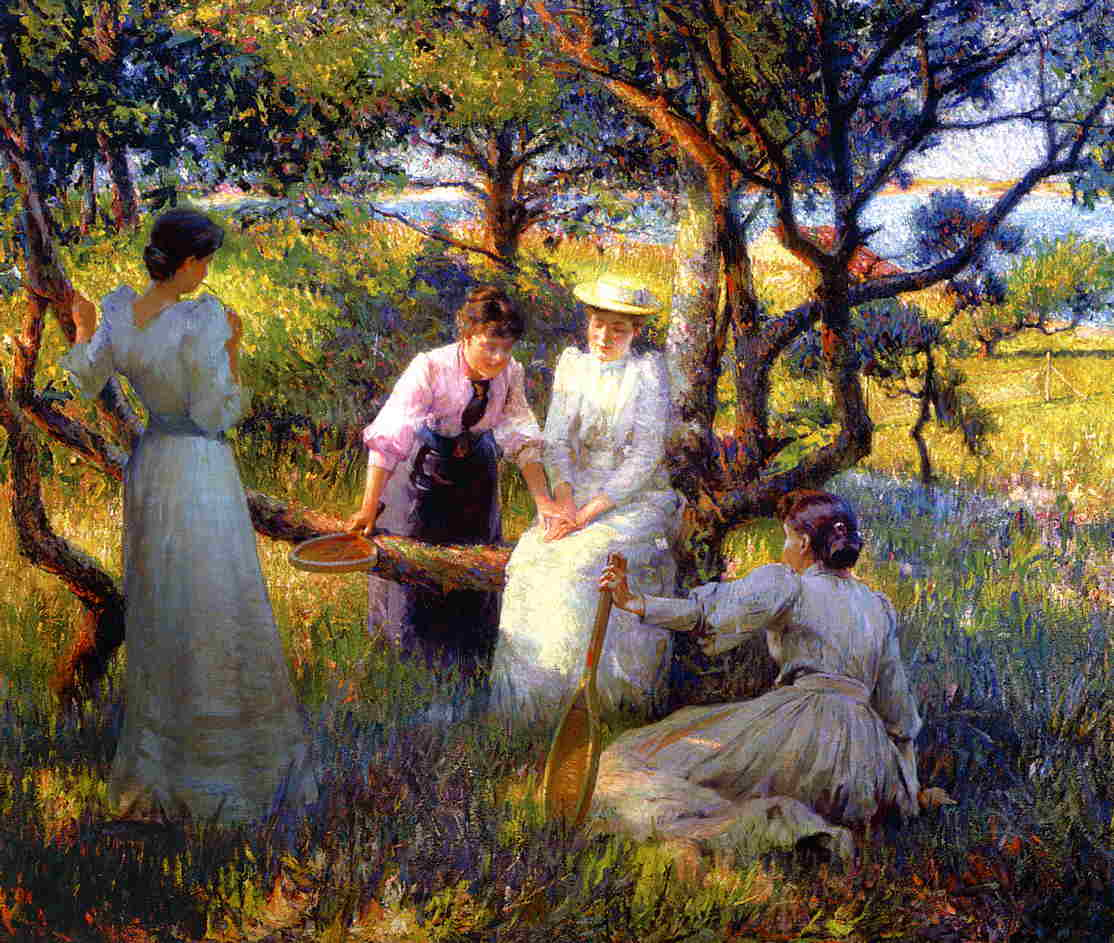
The Ring, 1892
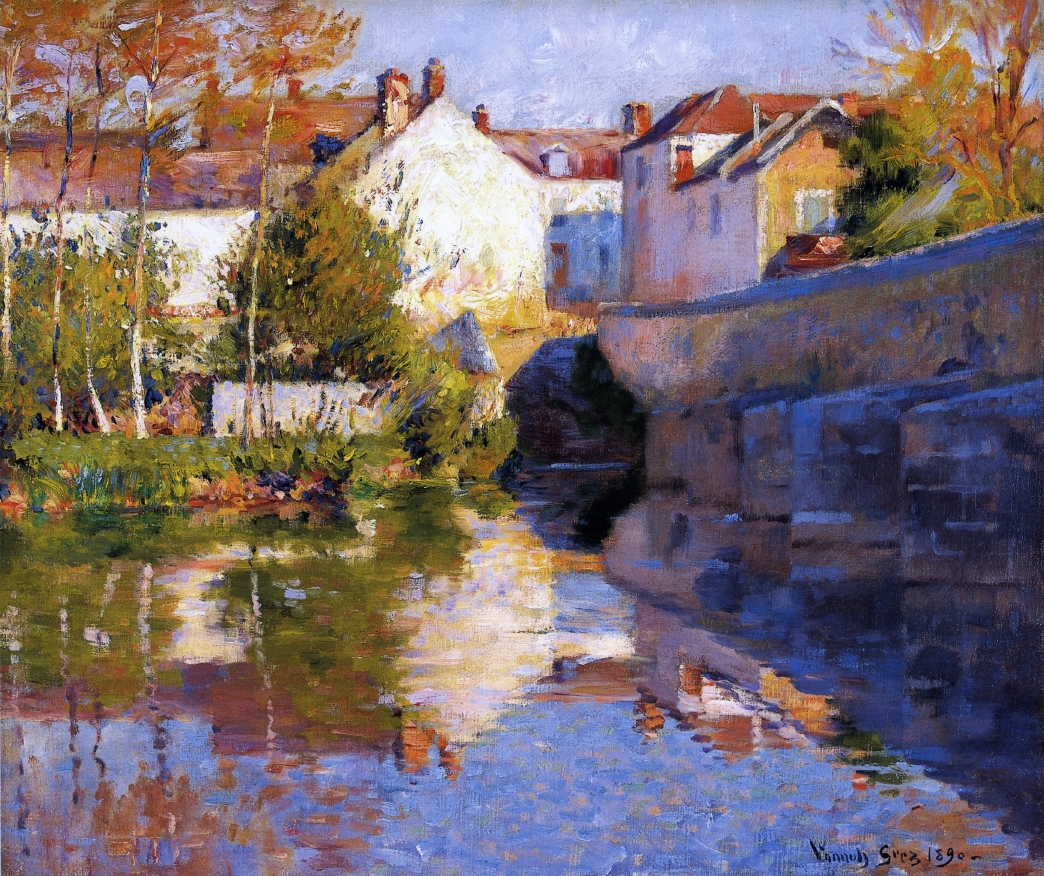
Beside the River (Grez), sans date
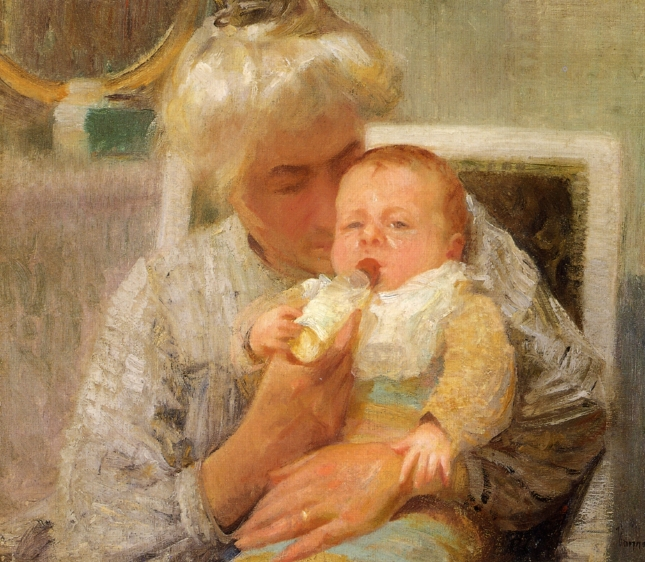
Le biberon du bébé (The Baby's Bottle), sans date
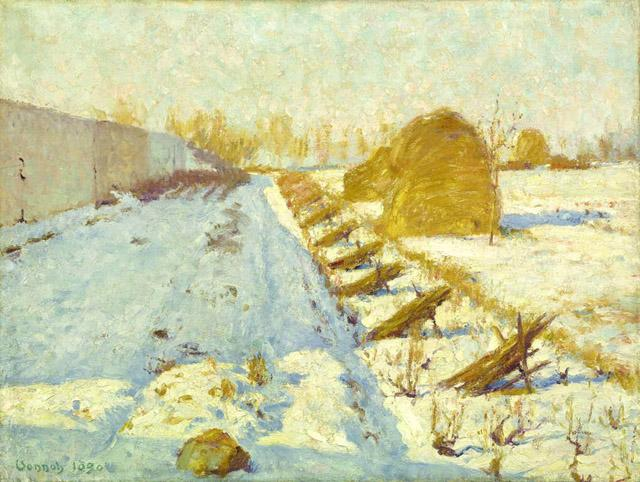
Winter Sun and Shadow, vers 1890, North Carolina Museum of Art
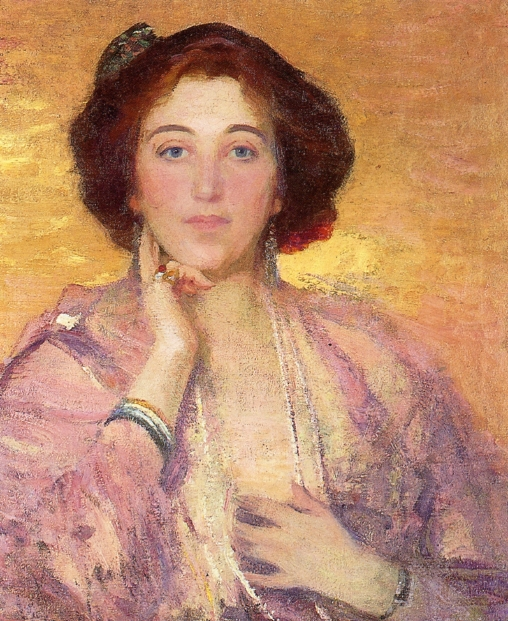
Fire Opal, sans date

## Sources
- Carol Lowrey, A Legacy of Art: Paintings and Sculptures by Artist Life Members of the National Arts Club, National Arts Club, New York, 2007.
- John Caldwell, American paintings in the Metropolitan Museum of Art, Princeton University Press, Princeton, 1994.
- David B. Dearinger, Painting and Sculpture in the Collection of National Academy of Design, Hudson Hills Press Inc, New York, 2004.